# Matthijs de Ligt
Matthijs de Ligt (IPA: [mɑˈtɛi̯s də ˈlɪxt]; Leiderdorp, 12 agosto 1999) è un calciatore olandese, difensore del Manchester Utd e della nazionale olandese.
Considerato fin dagli esordi tra i più promettenti difensori della sua generazione, si impone ancora minorenne nell'Ajax, club in cui è cresciuto; eletto capitano ad appena 18 anni, con la maglia biancorossa si consacra a livello internazionale nella stagione 2018-2019 in cui vince il campionato di Eredivisie e la Coppa dei Paesi Bassi, ricevendo inoltre a livello personale il Trofeo Kopa. Tra il 2019 e il 2022 ha militato nella Juventus con cui si conferma ad alti livelli vincendo un campionato di Serie A (2019-2020), una Coppa Italia (2020-2021) e una Supercoppa italiana (2020). Dal 2022 al 2024 ha vestito la maglia del Bayern Monaco, con cui ha vinto un campionato di Bundesliga (2022-2023) e una Supercoppa di Germania (2022).
È stato finalista della UEFA Europa League 2016-2017 con l'Ajax e della UEFA Nations League 2018-2019 con la nazionale olandese; con gli Oranje ha partecipato a due edizioni dell'europeo (Europa 2020 e Germania 2024) e a una del mondiale (Qatar 2022).

## Caratteristiche tecniche
È un difensore centrale completo e forte fisicamente, bravo a calciare con entrambi i piedi, che vede negli anticipi difensivi e nell'abilità nel gioco aereo i suoi punti di forza. Oltre a una rapida accelerazione, è capace nell'impostazione del gioco, risultando di fatto un regista aggiunto. Fa della marcatura il proprio punto di forza, grazie alla sua fisicità; inoltre dimostra una certa propensione al gol, soprattutto di testa.

## Carriera

### Club

#### Ajax

##### Lo Jong Ajax e l'esordio in prima squadra
La sua carriera inizia in patria, nelle giovanili del piccolo club dell'Abcoude dove De Ligt rimane fino al 2009, anno in cui approda nel vivaio del più blasonato Ajax. Alla fine della stagione 2015-2016 è nominato "Talento del futuro".

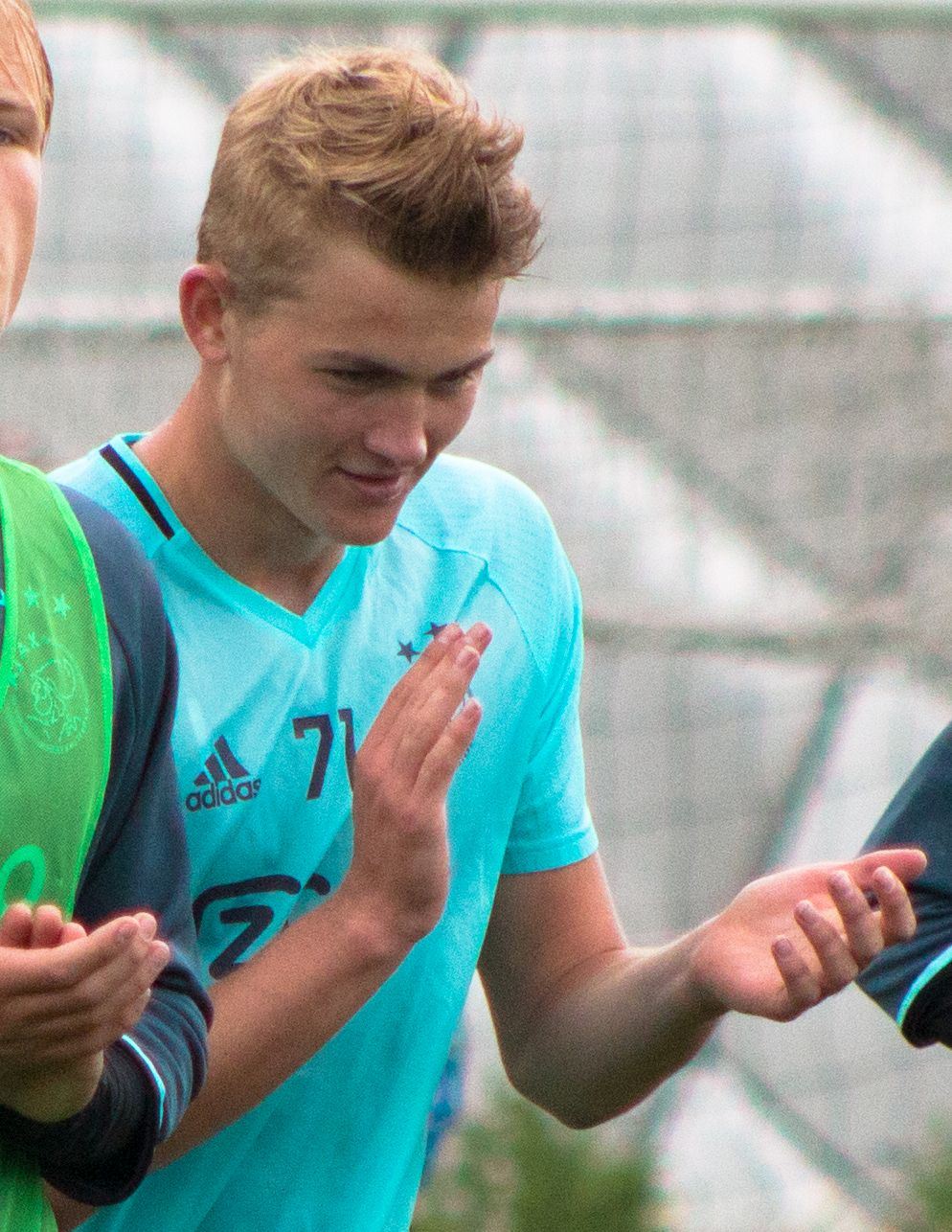
De Ligt in allenamento nel 2016, agli esordi da professionista nello Jong Ajax e con la prima squadra ajacide

Nella stagione 2016-2017 è nei ranghi dello Jong Ajax, la squadra riserve del club, militante in Eerste Divisie, e occasionalmente aggregato alla prima squadra partecipante alla Eredivisie. Debutta con la formazione giovanile l'8 agosto 2016, in occasione del pareggio interno contro l'Emmen (1-1); il successivo 21 settembre arriva l'esordio con la prima squadra, nella vittoriosa partita di Coppa d'Olanda contro il Willem II (5-0), dove De Ligt mette a segno anche il momentaneo raddoppio. Del 24 novembre 2016 è il debutto in campo internazionale, in occasione della partita di Europa League vinta contro i greci del Panathīnaïkos (2-0); con la formazione ajacide raggiunge il 24 maggio 2017 la finale del torneo, persa contro il Manchester Utd (0-2): giocando tale partita diventa il più giovane calciatore a essere sceso in campo in una finale di una competizione europea (all'età di 17 anni e 285 giorni). Conclude la sua prima stagione tra i professionisti con un bilancio di 23 presenze e 3 reti messe a segno.

##### L'affermazione
Il 26 luglio 2017, in occasione dell'andata del terzo turno preliminare contro i francesi del Nizza (1-1), disputa la sua prima partita di Champions League. Il 18 novembre successivo, in occasione della goleada in Eredivisie sul campo del NAC Breda (0-8), mette a segno la sua prima doppietta da professionista. L'11 marzo 2018 indossa per la prima volta la fascia da capitano dell'Ajax, al posto di Joël Veltman, nella vittoriosa gara contro l'Heerenveen (4-1), realizzando nell'occasione anche il primo gol dei lancieri. Conclude la stagione con 39 presenze e 3 reti.
Nella stagione 2018-2019, per via di un grave infortunio occorso a Veltman, ottiene definitivamente i gradi di capitano della squadra. Il 14 agosto 2018, nel ritorno del terzo turno preliminare di Champions League vinto contro i belgi dello Standard Liegi (3-0), mette a segno la sua prima rete in campo internazionale. Nel corso dell'annata De Ligt emerge tra i protagonisti del cammino europeo di una compagine ricca di giovani talenti: in particolare il difensore, oltre a inanellare i record di più giovane capitano in una gara a eliminazione diretta di Champions, in Ajax-Real Madrid (1-2) del 13 febbraio 2019, e poi in una semifinale della stessa competizione, Tottenham-Ajax (0-1) del successivo 30 aprile, decide con un gol Juventus-Ajax (1-2) del 16 aprile, permettendo ai lancieri di superare il turno; si ripete sottorete nella semifinale di ritorno contro il Tottenham, seppur inutilmente, stavolta, ai fini della qualificazione, data la sconfitta che pone fine al cammino olandese (2-3). Contribuendo a fine stagione alla vittoria del campionato e della Coppa d'Olanda, viene premiato da De Telegraaf come migliore giocatore olandese dell'anno, classificandosi inoltre al 15º posto nella graduatoria del Pallone d'oro.

#### Juventus

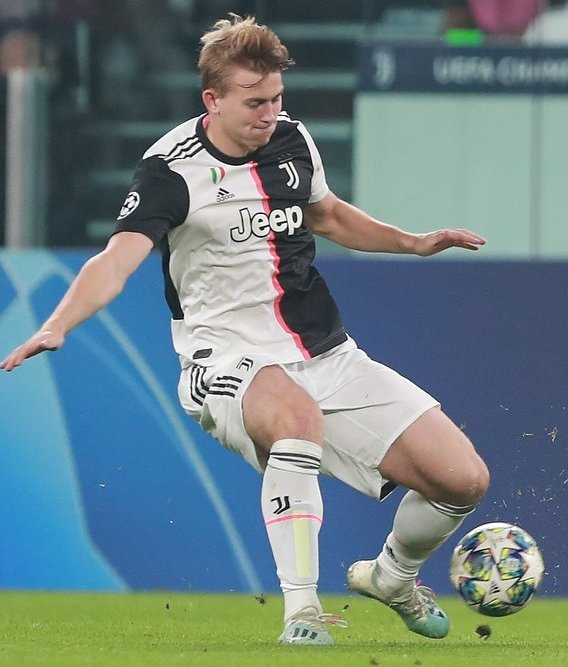
De Ligt in azione con la maglia della Juventus nel 2019

Il 18 luglio 2019 si trasferisce in Italia, acquistato a titolo definitivo dalla Juventus per 75 milioni di euro. Il successivo 31 agosto debutta con i bianconeri, nella vittoriosa sfida interna di Serie A contro il Napoli (4-3): arrivato a Torino, nei piani iniziali, per crescere gradualmente all'ombra dei più esperti compagni di reparto, l'infortunio occorso pochi giorni prima al capitano Giorgio Chiellini lo lancia immediatamente titolare, andando a fare coppia con Leonardo Bonucci al centro della retroguardia bianconera. Dopo avere superato iniziali difficoltà di adattamento al calcio italiano, il suo primo gol in maglia juventina, che decide la stracittadina contro il Torino del 2 novembre 2019 (0-1), segna un cambio di passo che lo porterà a imporsi tra i migliori elementi stagionali della squadra; in un campionato dilatatosi fino all'estate, per via dello stop primaverile dettato dalla sopraggiunta pandemia di COVID-19, il 26 luglio 2020 il difensore vince il suo primo scudetto.
La squadra non riesce a difendere il tricolore nel campionato seguente, a causa di un cammino incostante, cui si aggiunge la defezione a più riprese dello stesso De Ligt: dapprima rimasto fuori per tre mesi in avvio di stagione a causa di un intervento alla spalla destra, e poi in gennaio colpito dal COVID-19; nonostante ciò, nel 2021 partecipa alle vittorie bianconere in Supercoppa italiana contro il Napoli e in Coppa Italia contro l'Atalanta.

#### Bayern Monaco

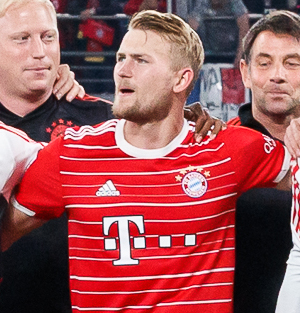
De Ligt al Bayern Monaco nel 2022

Il 19 luglio 2022 viene acquistato dal Bayern Monaco a fronte di un corrispettivo di 67 milioni di euro più 10 di bonus. Debutta in maglia bavarese il 30 dello stesso mese, subentrando nel corso della vittoriosa finale di Supercoppa di Germania contro il RB Lipsia (5-3); a fine stagione arriva anche la vittoria della Bundesliga. Rimane in Germania per un biennio, concludendo la sua esperienza con 73 presenze e 5 reti: dopo una positiva annata d'esordio, è invece altalenante l'ultima trascorsa in Baviera dall'olandese, pagando sia la scarsa sintonia col tecnico Thomas Tuchel sia il dualismo col neoacquisto Kim Min-jae.

#### Manchester Utd
Il 13 agosto 2024 viene acquistato a titolo definitivo dal Manchester Utd.

### Nazionale
A marzo 2017 viene selezionato dal commissario tecnico Danny Blind per unirsi alla nazionale olandese nelle partite contro la Bulgaria, valida per la qualificazione al campionato del mondo 2018, e contro l'Italia in amichevole. A 17 anni, 7 mesi e 10 giorni, per via delle assenze dei vari Ron Vlaar, Stefan de Vrij, Jeffrey Bruma e Virgil van Dijk, si ritrova titolare nella sfida contro i bulgari: diventa così il più giovane calciatore a vestire la maglia Oranje dal 1931, secondo solo a Mauk Weber. L'esordio non è dei migliori poiché la Bulgaria s'impone per 2-0 e la doppietta di Spas Delev è il frutto di due errori commessi dal giovane difensore; tale scelta tecnica verrà molto discussa e criticata nei giorni successivi, fino a portare l'esonero di Blind dalla panchina della nazionale.
Ciò nonostante, con l'arrivo di Ronald Koeman nel 2018, De Ligt diviene, al fianco del capitano Van Dijk, un punto fermo della difesa olandese. Il 24 marzo 2019 segna la sua prima rete in nazionale, nella sconfitta interna per 3-2 contro la Germania, valevole per le qualificazioni al campionato d'Europa 2020. Nel successivo giugno prende parte con gli Oranje alla fase finale della neonata UEFA Nations League: va in gol nella vittoriosa semifinale contro l'Inghilterra (3-1) che porta i Paesi Bassi in finale, dove tuttavia dovranno soccombere dinanzi ai padroni di casa del Portogallo (0-1).

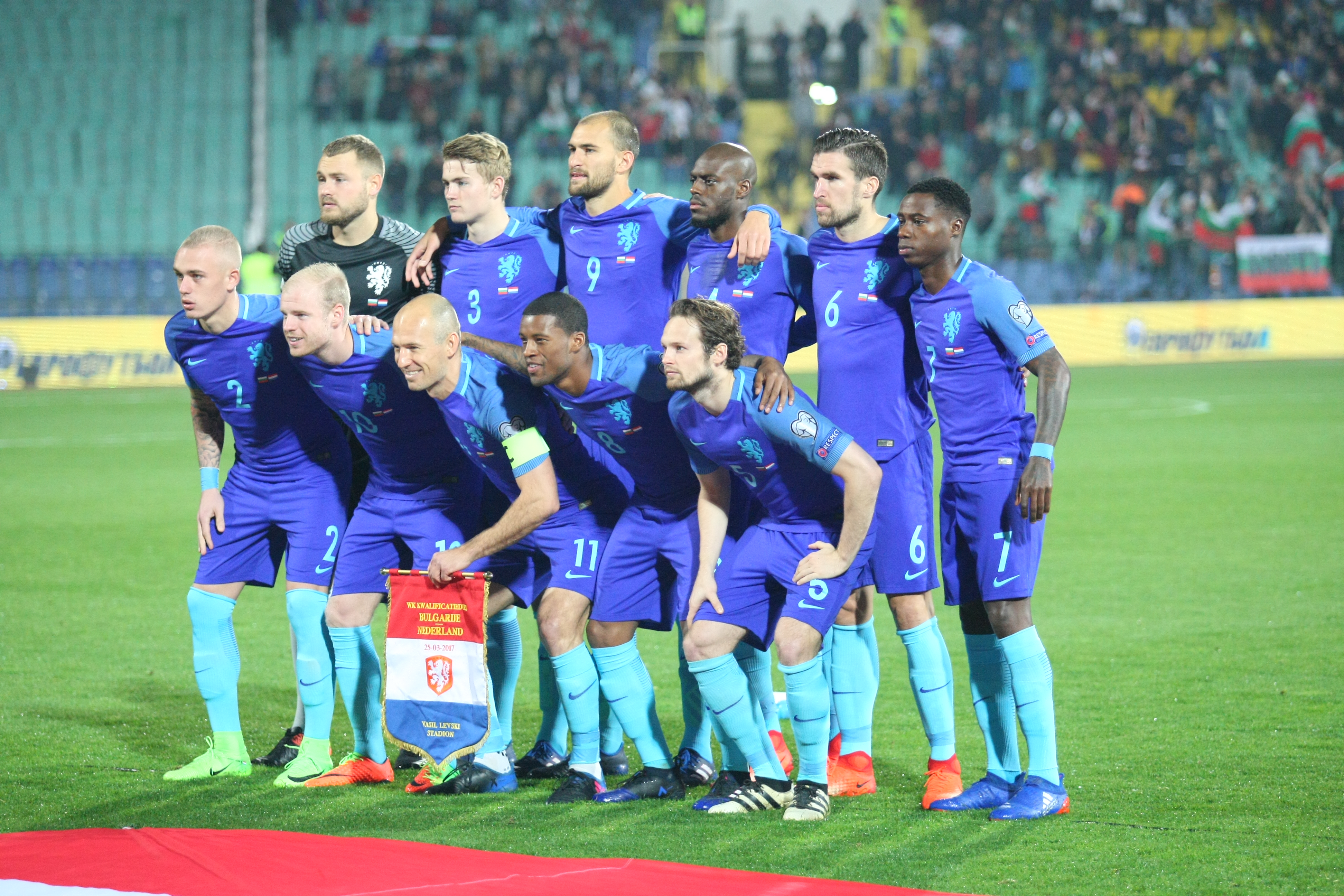
De Ligt (n. 3) in nazionale nel 2017

Nel 2021 viene selezionato da Frank de Boer, successore di Koeman, per la fase finale di Euro 2020, posticipata di un anno a causa della pandemia di COVID-19. Non è una rassegna fortunata per De Ligt, dapprima costretto a dare forfait nella vittoriosa gara d'esordio ad Amsterdam contro l'Ucraina (3-2) per un risentimento agli abduttori, e poi, nella sfida di Budapest contro la Rep. Ceca che vede l'eliminazione olandese agli ottavi di finale, è suo malgrado protagonista di un fallo da ultimo uomo che gli costa l'espulsione e dà il la al successo ceco (0-2).
Il 14 giugno 2022 indossa per la prima volta la fascia di capitano degli Oranje nel successo per 3-2 contro il Galles in UEFA Nations League. Nell'autunno successivo partecipa alla fase finale del campionato del mondo 2022 in Qatar, dove la nazione olandese viene eliminata ai quarti di finale.
Viene convocato per il campionato d'Europa 2024 in Germania.

## Statistiche

### Presenze e reti nei club
Statistiche aggiornate al 4 maggio 2025.
| Stagione             | Squadra              | Campionato           | Campionato | Campionato | Coppe nazionali | Coppe nazionali | Coppe nazionali | Coppe continentali | Coppe continentali | Coppe continentali | Altre coppe | Altre coppe | Altre coppe | Totale | Totale |
| Stagione             | Squadra              | Comp                 | Pres       | Reti       | Comp            | Pres            | Reti            | Comp               | Pres               | Reti               | Comp        | Pres        | Reti        | Pres   | Reti   |
| -------------------- | -------------------- | -------------------- | ---------- | ---------- | --------------- | --------------- | --------------- | ------------------ | ------------------ | ------------------ | ----------- | ----------- | ----------- | ------ | ------ |
| 2016-2017            | Jong Ajax            | EE                   | 17         | 1          | -               | -               | -               | -                  | -                  | -                  | -           | -           | -           | 17     | 1      |
| 2016-2017            | Ajax                 | ED                   | 11         | 2          | CO              | 3               | 1               | UCL+UEL            | 0+9                | 0                  | -           | -           | -           | 23     | 3      |
| 2017-2018            | Ajax                 | ED                   | 33         | 3          | CO              | 2               | 0               | UCL+UEL            | 2+2                | 0                  | -           | -           | -           | 39     | 3      |
| 2018-2019            | Ajax                 | ED                   | 33         | 3          | CO              | 5               | 1               | UCL                | 17                 | 3                  | -           | -           | -           | 55     | 7      |
| Totale Ajax          | Totale Ajax          | Totale Ajax          | 77         | 8          |                 | 10              | 2               |                    | 30                 | 3                  |             | -           | -           | 117    | 13     |
| 2019-2020            | Juventus             | A                    | 29         | 4          | CI              | 4               | 0               | UCL                | 6                  | 0                  | SI          | 0           | 0           | 39     | 4      |
| 2020-2021            | Juventus             | A                    | 27         | 1          | CI              | 4               | 0               | UCL                | 5                  | 0                  | SI          | 0           | 0           | 36     | 1      |
| 2021-2022            | Juventus             | A                    | 31         | 3          | CI              | 4               | 0               | UCL                | 7                  | 0                  | SI          | 0           | 0           | 42     | 3      |
| Totale Juventus      | Totale Juventus      | Totale Juventus      | 87         | 8          |                 | 12              | 0               |                    | 18                 | 0                  |             | 0           | 0           | 117    | 8      |
| 2022-2023            | Bayern Monaco        | BL                   | 31         | 3          | CG              | 4               | 0               | UCL                | 7                  | 0                  | SG          | 1           | 0           | 43     | 3      |
| 2023-2024            | Bayern Monaco        | BL                   | 22         | 2          | CG              | 1               | 0               | UCL                | 6                  | 0                  | SG          | 1           | 0           | 30     | 2      |
| Totale Bayern Monaco | Totale Bayern Monaco | Totale Bayern Monaco | 53         | 5          |                 | 5               | 0               |                    | 13                 | 0                  |             | 2           | 0           | 73     | 5      |
| 2024-2025            | Manchester Utd       | PL                   | 29         | 2          | FACup+CdL       | 2+2             | 0               | UEL                | 9                  | 0                  | CS          | 0           | 0           | 42     | 2      |
| Totale carriera      | Totale carriera      | Totale carriera      | 264        | 24         |                 | 31              | 2               |                    | 69                 | 3                  |             | 2           | 0           | 366    | 29     |

### Cronologia presenze e reti in nazionale
| Cronologia completa delle presenze e delle reti in nazionale ― Paesi Bassi | Cronologia completa delle presenze e delle reti in nazionale ― Paesi Bassi | Cronologia completa delle presenze e delle reti in nazionale ― Paesi Bassi | Cronologia completa delle presenze e delle reti in nazionale ― Paesi Bassi | Cronologia completa delle presenze e delle reti in nazionale ― Paesi Bassi | Cronologia completa delle presenze e delle reti in nazionale ― Paesi Bassi | Cronologia completa delle presenze e delle reti in nazionale ― Paesi Bassi | Cronologia completa delle presenze e delle reti in nazionale ― Paesi Bassi |
| Data                                                                       | Città                                                                      | In casa                                                                    | Risultato                                                                  | Ospiti                                                                     | Competizione                                                               | Reti                                                                       | Note                                                                       |
| -------------------------------------------------------------------------- | -------------------------------------------------------------------------- | -------------------------------------------------------------------------- | -------------------------------------------------------------------------- | -------------------------------------------------------------------------- | -------------------------------------------------------------------------- | -------------------------------------------------------------------------- | -------------------------------------------------------------------------- |
| 25-3-2017                                                                  | Sofia                                                                      | Bulgaria                                                                   | 2 – 0                                                                      | Paesi Bassi                                                                | Qual. Mondiali 2018                                                        | -                                                                          | 46’                                                                        |
| 31-5-2017                                                                  | Marrakech                                                                  | Marocco                                                                    | 1 – 2                                                                      | Paesi Bassi                                                                | Amichevole                                                                 | -                                                                          | 73’                                                                        |
| 14-11-2017                                                                 | Bucarest                                                                   | Romania                                                                    | 0 – 3                                                                      | Paesi Bassi                                                                | Amichevole                                                                 | -                                                                          |                                                                            |
| 23-3-2018                                                                  | Amsterdam                                                                  | Paesi Bassi                                                                | 0 – 1                                                                      | Inghilterra                                                                | Amichevole                                                                 | -                                                                          |                                                                            |
| 26-3-2018                                                                  | Ginevra                                                                    | Portogallo                                                                 | 0 – 3                                                                      | Paesi Bassi                                                                | Amichevole                                                                 | -                                                                          | 84’                                                                        |
| 31-5-2018                                                                  | Trnava                                                                     | Slovacchia                                                                 | 1 – 1                                                                      | Paesi Bassi                                                                | Amichevole                                                                 | -                                                                          |                                                                            |
| 4-6-2018                                                                   | Torino                                                                     | Italia                                                                     | 1 – 1                                                                      | Paesi Bassi                                                                | Amichevole                                                                 | -                                                                          | 70’                                                                        |
| 6-9-2018                                                                   | Amsterdam                                                                  | Paesi Bassi                                                                | 2 – 1                                                                      | Perù                                                                       | Amichevole                                                                 | -                                                                          |                                                                            |
| 9-9-2018                                                                   | Parigi                                                                     | Francia                                                                    | 2 – 1                                                                      | Paesi Bassi                                                                | UEFA Nations League 2018-2019 - 1º turno                                   | -                                                                          |                                                                            |
| 13-10-2018                                                                 | Amsterdam                                                                  | Paesi Bassi                                                                | 3 – 0                                                                      | Germania                                                                   | UEFA Nations League 2018-2019 - 1º turno                                   | -                                                                          |                                                                            |
| 16-10-2018                                                                 | Bruxelles                                                                  | Belgio                                                                     | 1 – 1                                                                      | Paesi Bassi                                                                | Amichevole                                                                 | -                                                                          | 46’                                                                        |
| 16-11-2018                                                                 | Rotterdam                                                                  | Paesi Bassi                                                                | 2 – 0                                                                      | Francia                                                                    | UEFA Nations League 2018-2019 - 1º turno                                   | -                                                                          |                                                                            |
| 19-11-2018                                                                 | Gelsenkirchen                                                              | Germania                                                                   | 2 – 2                                                                      | Paesi Bassi                                                                | UEFA Nations League 2018-2019 - 1º turno                                   | -                                                                          |                                                                            |
| 21-3-2019                                                                  | Rotterdam                                                                  | Paesi Bassi                                                                | 4 – 0                                                                      | Bielorussia                                                                | Qual. Euro 2020                                                            | -                                                                          |                                                                            |
| 24-3-2019                                                                  | Amsterdam                                                                  | Paesi Bassi                                                                | 2 – 3                                                                      | Germania                                                                   | Qual. Euro 2020                                                            | 1                                                                          |                                                                            |
| 6-6-2019                                                                   | Guimarães                                                                  | Paesi Bassi                                                                | 3 – 1                                                                      | Inghilterra                                                                | UEFA Nations League 2018-2019 - Semifinale                                 | 1                                                                          | 30’                                                                        |
| 9-6-2019                                                                   | Porto                                                                      | Portogallo                                                                 | 1 – 0                                                                      | Paesi Bassi                                                                | UEFA Nations League 2018-2019 - Finale                                     | -                                                                          |                                                                            |
| 6-9-2019                                                                   | Amburgo                                                                    | Germania                                                                   | 2 – 4                                                                      | Paesi Bassi                                                                | Qual. Euro 2020                                                            | -                                                                          |                                                                            |
| 9-9-2019                                                                   | Tallinn                                                                    | Estonia                                                                    | 0 – 4                                                                      | Paesi Bassi                                                                | Qual. Euro 2020                                                            | -                                                                          |                                                                            |
| 10-10-2019                                                                 | Rotterdam                                                                  | Paesi Bassi                                                                | 3 – 1                                                                      | Irlanda del Nord                                                           | Qual. Euro 2020                                                            | -                                                                          |                                                                            |
| 13-10-2019                                                                 | Minsk                                                                      | Bielorussia                                                                | 1 – 2                                                                      | Paesi Bassi                                                                | Qual. Euro 2020                                                            | -                                                                          |                                                                            |
| 16-11-2019                                                                 | Belfast                                                                    | Irlanda del Nord                                                           | 0 – 0                                                                      | Paesi Bassi                                                                | Qual. Euro 2020                                                            | -                                                                          |                                                                            |
| 19-11-2019                                                                 | Amsterdam                                                                  | Paesi Bassi                                                                | 5 – 0                                                                      | Estonia                                                                    | Qual. Euro 2020                                                            | -                                                                          |                                                                            |
| 24-3-2021                                                                  | Istanbul                                                                   | Turchia                                                                    | 4 – 2                                                                      | Paesi Bassi                                                                | Qual. Mondiali 2022                                                        | -                                                                          |                                                                            |
| 27-3-2021                                                                  | Amsterdam                                                                  | Paesi Bassi                                                                | 2 – 0                                                                      | Lettonia                                                                   | Qual. Mondiali 2022                                                        | -                                                                          |                                                                            |
| 30-3-2021                                                                  | Gibilterra                                                                 | Gibilterra                                                                 | 0 – 7                                                                      | Paesi Bassi                                                                | Qual. Mondiali 2022                                                        | -                                                                          |                                                                            |
| 2-6-2021                                                                   | Faro                                                                       | Paesi Bassi                                                                | 2 – 2                                                                      | Scozia                                                                     | Amichevole                                                                 | -                                                                          | 33’                                                                        |
| 17-6-2021                                                                  | Amsterdam                                                                  | Paesi Bassi                                                                | 2 – 0                                                                      | Austria                                                                    | Euro 2020 - 1º turno                                                       | -                                                                          |                                                                            |
| 21-6-2021                                                                  | Amsterdam                                                                  | Macedonia del Nord                                                         | 0 – 3                                                                      | Paesi Bassi                                                                | Euro 2020 - 1º turno                                                       | -                                                                          |                                                                            |
| 27-6-2021                                                                  | Budapest                                                                   | Paesi Bassi                                                                | 0 – 2                                                                      | Rep. Ceca                                                                  | Euro 2020 - Ottavi di finale                                               | -                                                                          | 55’                                                                        |
| 4-9-2021                                                                   | Eindhoven                                                                  | Paesi Bassi                                                                | 4 – 0                                                                      | Montenegro                                                                 | Qual. Mondiali 2022                                                        | -                                                                          |                                                                            |
| 13-11-2021                                                                 | Podgorica                                                                  | Montenegro                                                                 | 2 – 2                                                                      | Paesi Bassi                                                                | Qual. Mondiali 2022                                                        | -                                                                          | 90’                                                                        |
| 16-11-2021                                                                 | Rotterdam                                                                  | Paesi Bassi                                                                | 2 – 0                                                                      | Norvegia                                                                   | Qual. Mondiali 2022                                                        | -                                                                          | 80’                                                                        |
| 26-3-2022                                                                  | Amsterdam                                                                  | Paesi Bassi                                                                | 4 – 2                                                                      | Danimarca                                                                  | Amichevole                                                                 | -                                                                          |                                                                            |
| 29-3-2022                                                                  | Amsterdam                                                                  | Paesi Bassi                                                                | 1 – 1                                                                      | Germania                                                                   | Amichevole                                                                 | -                                                                          |                                                                            |
| 3-6-2022                                                                   | Bruxelles                                                                  | Belgio                                                                     | 1 – 4                                                                      | Paesi Bassi                                                                | UEFA Nations League 2022-2023 - 1º turno                                   | -                                                                          | 74’                                                                        |
| 8-6-2022                                                                   | Cardiff                                                                    | Galles                                                                     | 1 – 2                                                                      | Paesi Bassi                                                                | UEFA Nations League 2022-2023 - 1º turno                                   | -                                                                          | 84’                                                                        |
| 14-6-2022                                                                  | Rotterdam                                                                  | Paesi Bassi                                                                | 3 – 2                                                                      | Galles                                                                     | UEFA Nations League 2022-2023 - 1º turno                                   | -                                                                          | cap.                                                                       |
| 21-11-2022                                                                 | Doha                                                                       | Senegal                                                                    | 0 – 2                                                                      | Paesi Bassi                                                                | Mondiali 2022 - 1º turno                                                   | -                                                                          | 56’                                                                        |
| 3-12-2022                                                                  | Al Rayyan                                                                  | Paesi Bassi                                                                | 3 – 1                                                                      | Stati Uniti                                                                | Mondiali 2022 - Ottavi di finale                                           | -                                                                          | 90+3’                                                                      |
| 27-3-2023                                                                  | Rotterdam                                                                  | Paesi Bassi                                                                | 3 – 0                                                                      | Gibilterra                                                                 | Qual. Euro 2024                                                            | -                                                                          | 77’                                                                        |
| 7-9-2023                                                                   | Eindhoven                                                                  | Paesi Bassi                                                                | 3 – 0                                                                      | Grecia                                                                     | Qual. Euro 2024                                                            | -                                                                          | 85’                                                                        |
| 10-9-2023                                                                  | Dublino                                                                    | Irlanda                                                                    | 1 – 2                                                                      | Paesi Bassi                                                                | Qual. Euro 2024                                                            | -                                                                          |                                                                            |
| 26-3-2024                                                                  | Francoforte sul Meno                                                       | Germania                                                                   | 2 – 1                                                                      | Paesi Bassi                                                                | Amichevole                                                                 | -                                                                          |                                                                            |
| 6-6-2024                                                                   | Rotterdam                                                                  | Paesi Bassi                                                                | 4 – 0                                                                      | Canada                                                                     | Amichevole                                                                 | -                                                                          | 72’                                                                        |
| 7-9-2024                                                                   | Eindhoven                                                                  | Paesi Bassi                                                                | 5 – 2                                                                      | Bosnia ed Erzegovina                                                       | UEFA Nations League 2024-2025 - 1º turno                                   | -                                                                          |                                                                            |
| 10-9-2024                                                                  | Amsterdam                                                                  | Paesi Bassi                                                                | 2 – 2                                                                      | Germania                                                                   | UEFA Nations League 2024-2025 - 1º turno                                   | -                                                                          | 46’                                                                        |
| 11-10-2024                                                                 | Budapest                                                                   | Ungheria                                                                   | 1 – 1                                                                      | Paesi Bassi                                                                | UEFA Nations League 2024-2025 - 1º turno                                   | -                                                                          | 81’                                                                        |
| 19-11-2024                                                                 | Zenica                                                                     | Bosnia ed Erzegovina                                                       | 1 – 1                                                                      | Paesi Bassi                                                                | UEFA Nations League 2024-2025 - 1º turno                                   | -                                                                          |                                                                            |
| 20-3-2025                                                                  | Rotterdam                                                                  | Paesi Bassi                                                                | 2 – 2                                                                      | Spagna                                                                     | UEFA Nations League 2024-2025 - Quarti di finale                           | -                                                                          | 84’                                                                        |
| Totale                                                                     |                                                                            | Presenze                                                                   | 50                                                                         |                                                                            | Reti                                                                       | 2                                                                          |                                                                            |

### Record
- Più giovane titolare dell'Ajax in una partita internazionale (17 anni e 104 giorni)[4]
- Più giovane calciatore a disputare una finale di una competizione europea (17 anni e 285 giorni)[8]
- Più giovane capitano ad aver disputato una fase a eliminazione diretta in Champions League (Ajax, 2018-2019)[9]

## Palmarès

### Club
- Coppa dei Paesi Bassi: 1

Ajax: 2018-2019
- Campionato olandese: 1

Ajax: 2018-2019
- Campionato italiano: 1

Juventus: 2019-2020
- Supercoppa italiana: 1

Juventus: 2020
- Coppa Italia: 1

Juventus: 2020-2021
- Supercoppa di Germania: 1

Bayern Monaco: 2022
- Campionato tedesco: 1

Bayern Monaco: 2022-2023

### Individuale
- Squadra della stagione della UEFA Europa League: 1

2016-2017
- Miglior talento sportivo di Amsterdam: 1

2017
- Scarpa di bronzo miglior calciatore dell'anno in Eredivisie: 1

2017-2018
- Miglior talento dell'anno in Eredivisie: 1

2017-2018
- European Golden Boy: 1

2018
- Squadra della stagione della UEFA Champions League: 1

2018-2019
- Calciatore olandese dell'anno: 1

2019
- FIFA FIFPro World XI: 1

2019
- Trofeo Kopa: 1

2019
- Squadra maschile dell'anno IFFHS: 1

2019